# Talose
Le talose est un aldohexose (un hexose du type aldose), c'est un ose constitué d’une chaîne de 6 éléments carbone ainsi que d’une fonction aldéhyde.

## Chimie
Le talose est un ose non naturel dont l'épimère en C-2 est le galactose.
Comme tous les autres aldohexoses sa formule chimique est le C6H12O6.
Dans l'eau, la forme tautomère prédominante est la forme alpha-D-talopyranose (40 %).
| Isomère du D-Talose   | Isomère du D-Talose   | Isomère du D-Talose   |
| Forme linéaire        | Projection de Haworth | Projection de Haworth |
| --------------------- | --------------------- | --------------------- |
|                       | α-D-Talofuranose 20 % | β-D-Talofuranose 11 % |
| α-D-Talopyranose 40 % | β-D-Talopyranose 29 % |                       |